# Eusebio Sacristán
Pour les articles homonymes, voir Sacristán et Mena.
Eusebio Sacristán Mena, plus connu comme Eusebio, né le 13 avril 1964 à La Seca (Castille-et-León, Espagne) est un footballeur international espagnol reconverti en entraîneur. Il a passé l'essentiel de sa carrière au FC Barcelone et au Real Valladolid.
De juillet 2011 à février 2015, il entraîne le FC Barcelone B. Il entraîne ensuite la Real Sociedad de 2015 à mars 2018 puis le Gérone FC pendant la saison 2018-2019.

## Biographie

### Carrière de joueur
Eusebio Sacristán jouait au poste de milieu de terrain, notamment dans la Dream team du FC Barcelone entre 1988 et 1995 entraînée par Johan Cruijff. Eusebio remporte avec le Barça la Ligue des Champions en 1992 et quatre championnats d'Espagne.
Il a par ailleurs joué pour les clubs du Real Valladolid (1983-1987), Atlético Madrid (1987-1988), Celta Vigo (1995-1997) et de nouveau le Real Valladolid jusqu'en 2002 avant de prendre sa retraite sportive. Il est le troisième joueur à avoir disputé le plus de matchs (543) en première division espagnole derrière Raúl et Andoni Zubizarreta.
Il a disputé quinze matches avec l'équipe d'Espagne entre 1986 et 1992.

### Carrière d'entraîneur
Eusebio Sacristán est l'entraîneur-adjoint de Frank Rijkaard au FC Barcelone entre 2003 et 2008. Puis il devient l'entraîneur du Celta de Vigo le 2 mars 2009, poste qu'il occupe jusqu'en juin 2010. À partir de juillet 2011, Eusebio succède à Luis Enrique comme entraîneur du FC Barcelone B.
Lors de la saison 2013-2014, le Barça B termine à la 3e place du championnat de D2 égalant ainsi sa meilleure performance.
Il est limogé le 9 février 2015 en raison des mauvais résultats du Barça B et est remplacé par Jordi Vinyals.
Le 9 novembre 2015, il devient l'entraîneur de la Real Sociedad à la place de David Moyes. C'est la première fois qu'Eusebio entraîne un club de D1. Il est remercié le 18 mars 2018 à la suite de mauvais résultats. Il est remplacé par Imanol Alguacil.
Le 7 juin 2018, il signe pour deux saisons au Gérone FC (il prend Onésimo Sánchez comme adjoint). Le club est relégué en D2 en mai 2019 et il est démis de ses fonctions au terme de la saison.

## Vie personnelle
Le 30 décembre 2020, il est hospitalisé en soins intensifs à la suite d'un traumatisme crânien dû à une chute. 
Le 21 janvier 2021, il commence sa rééducation dans une clinique spécialisée à Barcelone. 

## Palmarès de joueur
Avec le FC Barcelone :
- Vainqueur de la Ligue des champions en 1992
- Vainqueur de la Coupe des coupes en 1989
- Vainqueur de la Supercoupe d'Europe en 1993
- Champion d'Espagne en 1991, 1992, 1993 et 1994
- Vainqueur de la Copa del Rey en 1990
- Vainqueur de la Supercoupe d'Espagne en 1991, 1992 et 1994

Avec le Real Valladolid :
- Vainqueur de la Coupe de la Ligue en 1984